# Font Vella (Fontsagrada)
La Font Vella és una font de l'antic terme de Sant Serni, actualment pertanyent al municipi de Gavet de la Conca. És dins del territori del poble de Fontsagrada.
Està situada a 420 m d'altitud, al nord de Fontsagrada, molt a prop del poble. És al nord de la carretera LV-9123, davant mateix de l'extrem de ponent del nucli urbà.